# The Reveler
The Reveler est un film muet américain réalisé par Colin Campbell et sorti en 1914.

## Fiche technique
- Réalisation : Colin Campbell
- Scénario : Colin Campbell, Bertha Muzzy Sinclair
- Date de sortie : États-Unis : 21 août 1914

## Distribution
- Wheeler Oakman
- Charles E. 'Bunny' Feehan
- Jack McDonald
- Fernando Galvez
- Tom Mix
- Old Blue, le cheval de Tom Mix